# Ouahigouya
Ouahigouya ist eine Stadt (commune urbaine) und ein Departement im Norden des westafrikanischen Staates Burkina Faso, Hauptstadt der Region Nord und der Provinz Yatenga.

## Bevölkerung
Ouahigouya hat mit dem in 15 Sektoren gegliederten Hauptort und den dazugehörigen 37 Dörfern 122.677 Einwohner, die in der Mehrzahl den Mossi angehören.

## Geschichte
Die Stadt wurde 1757 als Hauptstadt des Reiches Yatenga gegründet, im Jahre 1825 allerdings wieder zerstört und von den 1870er bis in die 1890er Jahre wiederholt angegriffen. Im Krieg um den Agacher-Streifen wurde die Stadt 1985 von den Streitkräften des Nachbarlandes Mali bombardiert; dabei kamen etwa 100 Menschen ums Leben
Seit 1978 ist Ouahigouya Partnerstadt von Lahnstein, Rheinland-Pfalz und Vence, Frankreich.

## Religion
Ouahigouya ist Sitz des Bistums Ouahigouya.
Mehrheitlich sind die Bewohner jedoch Muslime und Anhänger traditioneller Afrikanischer Religionen.

## Persönlichkeiten
- Mamadou Ouédraogo (1906–1978), Beamter und Politiker
- Yacouba Sawadogo (* 1941/42), Ackerbauer und Träger des Right Livelihood Award
- Boureima Badini (* 1956), Jurist, Politiker und Sportfunktionär
- Ernest Zongo (1964–2024), Radrennfahrer
- Madi Panandétiguiri (* 1984), Fußballspieler
- Awa Bamogo (* 1999), Radrennfahrerin

## Bilder

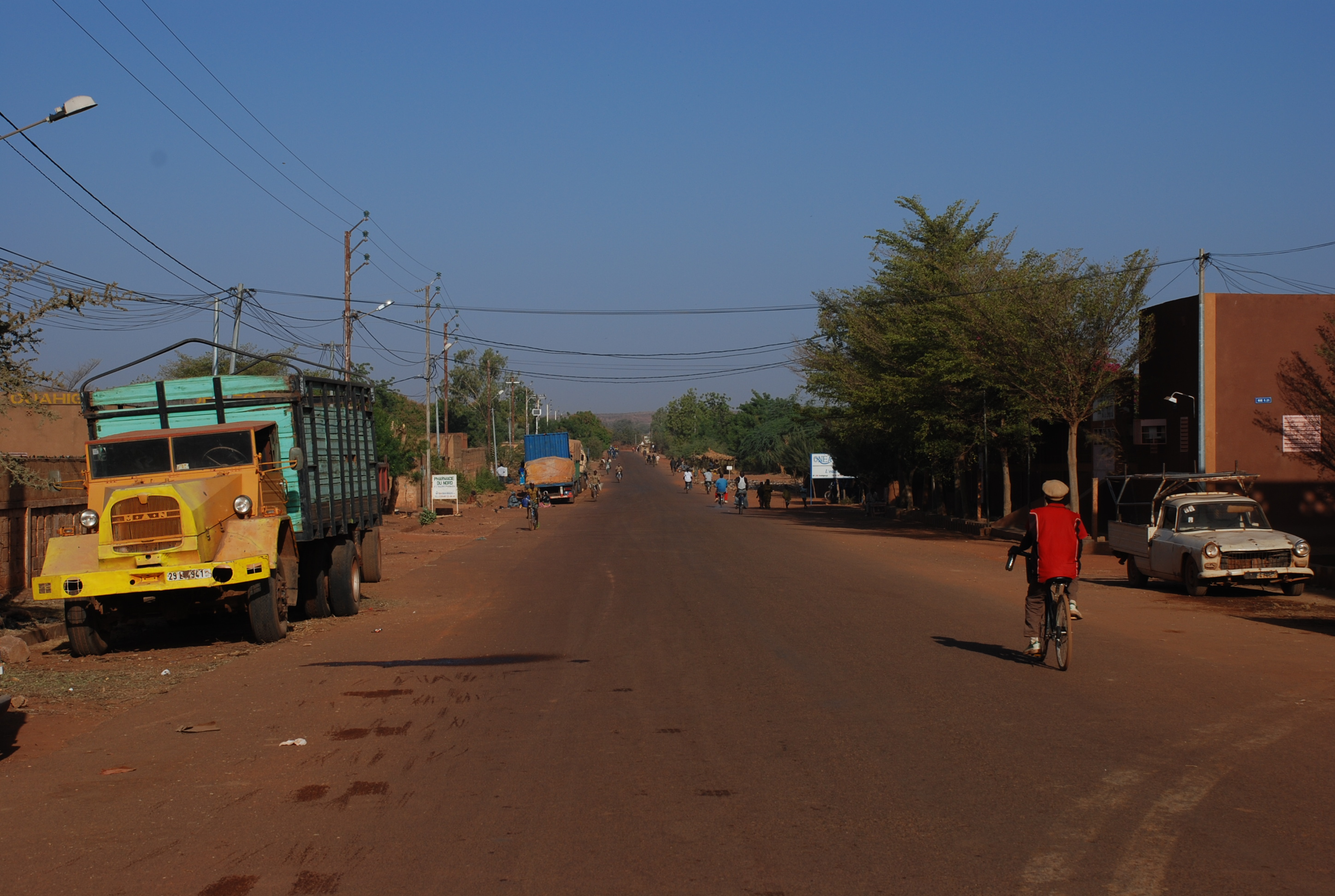
Hauptstraße von Ouahigouya Richtung Grenze von Mali
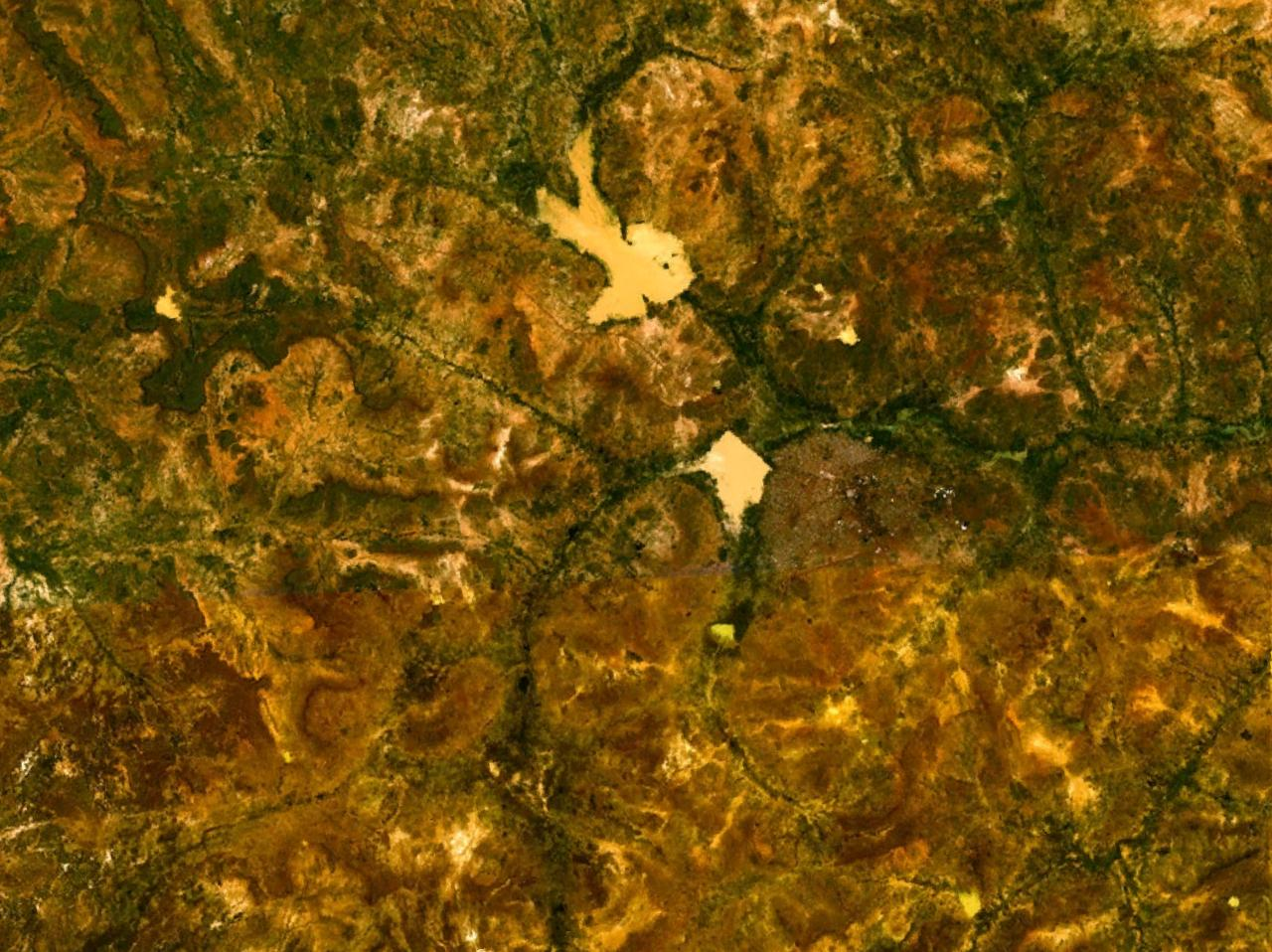
Satellitenfoto von Ouahigouya
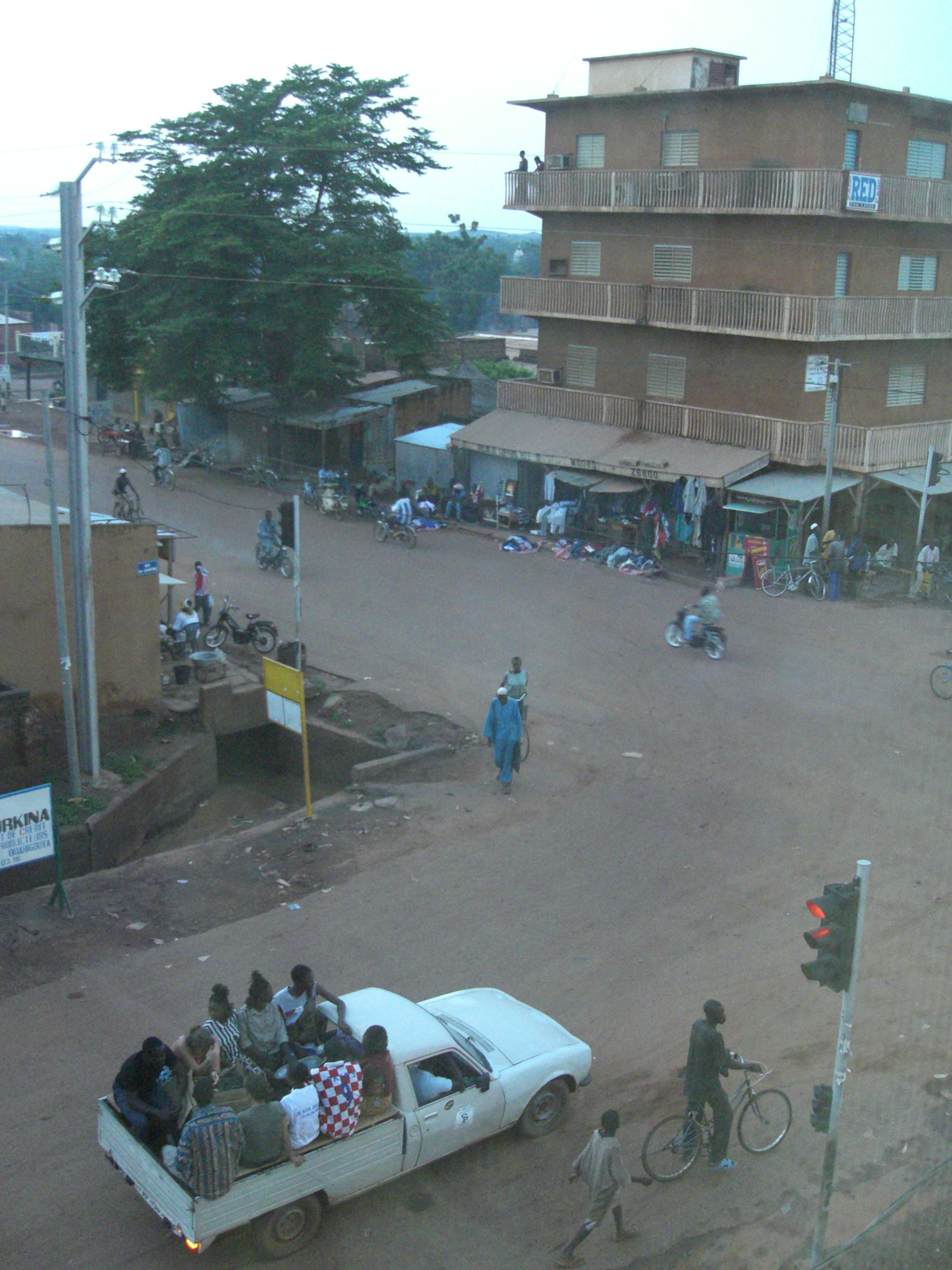
Ouahigouya (2005)